# Comuna Dărmănești, Suceava
Dărmănești (în germană Hatna) este o comună în județul Suceava, Bucovina, România, formată din satele Călinești, Călinești-Vasilache, Dănila, Dărmănești, Mărițeia Mică și Măriței (reședința).

## Istorie
După cum reiese din documentele istorice, comuna Dărmănești este o comună cu vechi rezonanțe istorice. În anul 1499 Ștefan cel Mare confirmă Țeței și Vascăi, nepoatele lui Stoian, fiul lui Dărman, stăpânirea pe trei sate, între care “un sat pe Suceava anume Dărmăneștii” (Acad.doc.sec. al-15-lea Mold.,283.). Dărmănești este o localitate al cărui nume poate fi pus în legătură cu dharma – un zeu al dreptății; cuvânt care indică ceea ce face ca un lucru să fie așa cum este, e lege și morală. În Dicționarul Geografic al Bucovinei se arată că această comună este împărțită în două: • La N-E de șoseaua națională E85, pe stânga și pe dreapta pârâului Hatnuța, se întinde satul Hatna; • La S-V, Dărmăneștii sau Ghermăneștii, cum se mai numea. Dărmăneștii și Hatna au fost până în secolul al IX-lea sate diferite. În anul 1785 Comisia austriacă de delimitare face o confuzie între cele două sate și consideră un sat cu nume dublu, Dărmănești Hatna, așa cum apare pe lista posturilor de pază la frontieră între anii 1787-1824. Comuna Dărmănești este compusă din următoarele sate: • Dărmănești • Măriței • Mărițeia Mică • Dănila • Călinești Enache • Călinești-Vasilache. Satul reședință de comună este Măriței.

## Date cu caracter geografic

### Așezare geografică
Comuna Dărmănești este situată în partea de est a județului Suceava, la o depărtare de 15 km de municipiul Suceava, la 16 km de orașul Rădăuți și la 22 km de orașul Siret. Se găsește între următoarele coordonate geografice : - 14 grade 41 min 38 sec – 47 grade 48 min 23 sec ( latitudine nordică); - 26 grade 3 min 17 sec – 26 grade 9 min 23 sec (longitudine estică). Poziția localității este favorizată de dispunerea satelor componente pe pantele dealurilor, ceea ce le ferește de revărsările și de inundațiile râului Suceava și a pârâului Hatnuța, excepție făcând unele părți ale satului Dărmănești, în zona gării CFR. Pornind de la valea râului Suceava, relieful se înalță în pante domoale sau abrupte, ce despart terasele dealurilor. Astfel, satele Mărițeia Mică și Dănila sunt așezate pe terasa a treia a râului Suceava, la poalele dealului Gruni. Așezările Dărmănești și Mărițeia Mare pornesc de la prima terasă și urcă până la a treia și a patraterasă, fiind străjuite de Dealul Mare la sud-est și de dealul Gruni la vest, despărțite între ele de pârâul Hatnuța. In partea de nord-est a comunei sunt așezate satele Călinești Enache și Călinești Vasilache, mărginite la est de dealul Cetății și la vest de dealul Gruni. Sunt si ele scăldate de pârâul Hatnuța, având legătură bună cu celelalte așezări prin drumul județean, modernizat, ce duce la Siret sau la Suceava. Poziția geografică a satelor Dărmănești, Mărițeia Mare, Mărițeia Mică și Dănila le asigură o ună legătură de transport prin șoseaua națională și cea județeană, ce duce spre orașele Suceava, Rădăuți, Siret; precum și prin nodul de cale ferată de la Dărmănești și prin halta Dănila.

### Suprafață
Suprafața comunei este de 5.051 ha, din care satul Dărmănești ocupă 1800 ha, satul Măriței 1.700 ha, satul Călinești Enache 500 ha, satul Călinești Vasilache 300 ha, satul Dănila 500 ha și satul Mărițeia Mică 251 ha.

### Vecini
Comuna Dărmănești se învecinează cu: - la nord - comuna Serbauti; - la est - comuna Pătrăuți; - la sud și sud vest – comuna Todirești; - la vest – comuna Grănicești.

### Relieful
Relieful comunei Dărmănești este o parte integrantă a Podișului Sucevei, parte dintr-o unitate structurală mult mai întinsă, ce prezintă prelungirea spre sud-vest a platformei est-europene. Configurația teritoriului comunei este în cea mai mare parte reprezentată de dealuri ce aparțin Masivului Dragomirna. Ca unități de relief se întâlnesc următoarele: - în sud – terasele râului Suceava, străbătute de calea ferată și drumul național DN2; - în partea centrală – Depresiunea colinară, străbătută de pârâul Hatnuța; - în est – Dealul Mic (456 m) și Dealul Zamca (475 m); - în vest – dealul Toslovanul (462m) și dealul Borsueni (473 m).

### Clima
Datorită așezării sale, comuna Dărmănești are o climă temperată, cu nuanță continentală, specifică zonei de podiș. Temperatura medie anuală se situează între 6-8 °C; temperatura medie a lunii ianuarie este de -5 °C, iar a lunii iulie este de +19 °C. Caracterul de climă continentală de tranziție, face să avem ierni lungi și friguroase și primăveri scurte și răcoroase, datorită unor influente a aerului polar și a vânturilor de vest și est-nord-vest. Cantitatea de precipitații este de sub 600 l/an, cu mari diferențe de la o lună la alta și de la an la an. Ca fenomene meteorologice întâlnite în localitatea noastră, este semnalată prezența brumei destul de timpurii, în perioada de primăvară și de toamnă, ca și ceața, frecventă mai ales iarna în lunca râului Suceava, dar și a afluenților săi. Înghețul se produce în luna octombrie, ceva mai devreme decât în restul Podișului Sucevei, iar dezghețul se produce destul de târziu, la sfârșitul lunii martie.

### Apele
Rețeaua hidrografică este compusă din râul Suceava, în cursul său inferior pe distanța de 8 km și afluenții săi. Dintre afluenții râului Suceava, cel mai însemnat este râul Hatnuța care străbate pe o lungime de 14 km teritoriul comunei Dărmănești. Ca ape stătătoare întâlnim bălție din lungul văii Sucevei, de mici dimensiuni, în parte populate cu pește, fiind alimentate atât din ploi și zăpezi, cât și din revărsările râului Suceava. Apele freatice se găsesc la adâncimi diferite, care variază între 10 și 20 m, în funcție de relief; mai numeroase înspre valea râului Suceava. Un loc important, alături de apele subterane, îl constituie prezența a numeroase izvoare cu apă potabilă, folosite în legumicultură pentru irigații.

### Vegetația și animalele / Flora și fauna comunei Dărmănești
Când părasești apa Sucevei începi să urci și să cobori pe spinări și coaste, străbați pădurile care ne înconjoară și a căror sobrietate te impresionează. Pădurile de fag (fagus silvatica), cu un farmec deosebit, formează un brâu la limita dintre sate și comunele învecinate. Fagul, în aceste păduri este însoțit de numeroși arbori și plante lemnoase: mesteacănul (Betula verrucosa), carpenul (Carpinus betulus), plopul (Plopulus tresnula) și în zona exterioară a pădurilor întâlnim măceșul (Rosa tomentosa). În zonele cultivate și în cele de pășune sunt grupări de măr pădureț (Malus silvestris), porumbarul (Prunus spinosa), sîngerul (Cornus sanguinea), alunul (Corylus avelana). Primăvara în pădurile noastre înfloresc plante ierboase : păstița (Anemone ranunculoides), brebeneii (Corydalis solida), fragii (Fragaria vesca), vioreaua (viola sp.), laleaua pestriță. La fiecare pas dai de ciuperci de marimi, forme și culori diferite. Cele comestibile: hribul (Botelus edulis), gălbiorii (Cantharellus cibarius), iuțiarii (Lactarius piperatus), vinețica (Russula vesca); iar cele de care ne ferim: hribul țigănesc (Rubroboletus sin. Boletus satanas), scuipatul dracului (Russula emetica). În părțile umede ale pădurii crește mușchiul de pământ (polytrichum sp.). În zonele împădurite și nu numai acolo trăiesc o mulțime de specii de animale, dintre care mai frecvente sunt cele din grupa nevertebratelor. La tot pasul întâlnești melci, păianjeni, fluturi, albine, bondari. Cel mai cunoscut melc este melcul de livadă (Helix pomatico), gândaci (Cetania aurata), rădașca (Lucanus cervus), croitorul ( Cerambix cerdo).
Foarte bogată este fauna măruntă: râme, ocarieni, miriapode. Un vertebrat des întâlnit este brotăcelul (Hylo arborio).
Dintre reptilele existene putem enumera: șarpele orb (Anguis fragilis), șopârla de câmp (Lacerto agilis), șarpele de casă (Natrix natrix), șarpele de frunze (Elaphe longissima). Mai întâlnim in apele râului Suceava, precum și în iazurile oamenilor pești ca: știuca, crapul, cleanul, scobarul. Păsările diurne,crepusculare și nocturne sunt: pupăza (Upupa epops), dumbrăveanca (Coracias garrulus), privighetoarea (Luscina luscina), pițigoii (Parus sp.), ciocănitorile (Dendrocopos sp.), coțofana, cucul, prepelița, potârnichea. Mamiferele cele mai cunoscute sunt: lupul, vulpea, iepurele, veverița, ariciul și căprioara. În zone mai izolate există și mistreți. La marginea bălților, terenurilor mlăștinoase se observă o vegetație formată din stuf (Phragmites communis), papură (Typho sp.), rogoz (Caret sp.), pipirig (Scirpus lacustris), pătlagina (Alisma sp.), nufărul (Nymphaea sp.). Fauna cuprinde lăcustele (Tettigonia viridissima), greierii (Bradyporus montandoni). Reprezentantul de seamă al batracienilor este broasca râioasă (Bufo viridis). Pe câmpuri, fânețe putem obseva: urzica (Urtica dioica), brusturi (Arctium lappo), loboda (Chenopodium sp.), pelinul (Arthemisia absinthium), scaiul ( Cirsium), albăsrelele (Centaurea cyanus), macul de câmp (Papaver rheas). Suprafața agricolă este de 3575 ha, din care: • 2.770 ha suprafață arabilă; • 766 ha pășuni; • 34 ha fânețe; • 5 ha livezi. Pădurile și alte terenuri cu vegetație forestieră ocupă 1.005 ha. În ceea ce privește solurile, predomină solurile argiloiluviale și podzolice, precum și cernoziomurile și aluviale de luncă. Ramura economică de bază este agricultura, urmată de zootehnie.

## Demografie
Componența etnică a comunei Dărmănești
     Români (85,74%)
     Ruteni (3,02%)
     Ucraineni (1,14%)
     Alte etnii (0,62%)
     Necunoscută (9,47%)
Componența confesională a comunei Dărmănești
     Ortodocși (78,43%)
     Penticostali (7,27%)
     Adventiști (2,18%)
     Baptiști (1,18%)
     Alte religii (1,18%)
     Necunoscută (9,75%)
Conform recensământului efectuat în 2021, populația comunei Dărmănești se ridică la 4.993 de locuitori, în scădere față de recensământul anterior din 2011, când fuseseră înregistrați 5.228 de locuitori. Majoritatea locuitorilor sunt români (85,74%), cu minorități de ruteni⁠(d) (3,02%) și ucraineni (1,14%), iar pentru 9,47% nu se cunoaște apartenența etnică. Din punct de vedere confesional, majoritatea locuitorilor sunt ortodocși (78,43%), cu minorități de penticostali (7,27%), adventiști (2,18%) și baptiști (1,18%), iar pentru 9,75% nu se cunoaște apartenența confesională.

## Politică și administrație
Comuna Dărmănești este administrată de un primar și un consiliu local compus din 15 consilieri. Primarul, Dan Chidoveț[*], de la Partidul Național Liberal, este în funcție din 2008. Începând cu alegerile locale din 2024, consiliul local are următoarea componență pe partide politice:
|  | Partid                                    | Consilieri | Componența Consiliului | Componența Consiliului | Componența Consiliului | Componența Consiliului | Componența Consiliului | Componența Consiliului | Componența Consiliului | Componența Consiliului | Componența Consiliului | Componența Consiliului | Componența Consiliului |
|  | ----------------------------------------- | ---------- | ---------------------- | ---------------------- | ---------------------- | ---------------------- | ---------------------- | ---------------------- | ---------------------- | ---------------------- | ---------------------- | ---------------------- | ---------------------- |
|  | Partidul Național Liberal                 | 11         |                        |                        |                        |                        |                        |                        |                        |                        |                        |                        |                        |
|  | Partidul Social Democrat                  | 3          |                        |                        |                        |                        |                        |                        |                        |                        |                        |                        |                        |
|  | Uniunea Culturală a Rutenilor din România | 1          |                        |                        |                        |                        |                        |                        |                        |                        |                        |                        |                        |

## Economia comunei
- Șpetcu – gater
- Bilec Mircea –atelier sculptură
- Asociații familiare și ateliere: - Froicu Sorin – Obiecte ornamentale turnate
- Societăți comerciale: -SC Bucegi
- Magazine mixte: - Huțanu Vasile –magazin alimantar; moară; vulcanizare
- Fermieri: - Saviuc Ioan - Morhan Daniel - Mateiciuc Virgil - Robciuc Cătălin
- Ateliere de confecții, îmbrăcăminte, încălțăminte
- Brutărie și patiserie: SC. Cornelius SRL

## Școli
Școlile comunei Dărmănești au o tradiție și istorie bogată. • SAM Măriței este atestată documentar din 1865; • În satul Dărmănești prima școală se înființează în anul 1858; • În satul Dărmănești, în zona Chilibancina în anul 1924 se înființează școală cu clasele I-IV; • În satul Dănila școala cu clasele I-IV funcționează din anul 1897, iar • În satul Călinești Enache învățământul este atestat din anul 1869, • În satul Călinești Vasilache din anul 1948.
Documentele legate de istoria învățământului în Bucovina demonstrează preocupările pentru lărgirea rețelei școlare, noi construcții școlare, formarea cadrelor didactice, asigurarea cu cele necesare elevilor ( mobilier, cărți școlare etc.). Date care marchează învățământul din comuna Dărmănești în sinteză sunt:
• Consemnările găsite în documentele Episcopiei Ortodoxe din Bucovina arată că autoritățile au sprijinit înființarea de școli cu predare în limba română în satele comunei. • Legea austriacă din 1865 lasă libertatea limbii de predare în școli. Un rol important în activitatea școlilor îl are Societatea pentru cultură din Bucovina. Documentele de arhivă legate de evoluția învățământului din comuna noastră marchează date, momente care au avut influențe pozitive în evoluția școlară. În anul 1890 s-a construit în satul Mărițeia Mare un local nou de școală, iar în 1910-1911 au fost înscriși la cursuri toți copiii de vârstă școlară. În anul școlar 1925-1926 se înființează ciclul gimnazial, iar din 1974 se școala se transformă în Scoală cu clasele I-X, iar elevii beneficiază de o nouă construcție. În 1990 clasele a IX-a și a X-a se transformă în școală de ucenici, apoi în Scoală de Arte și Meserii. În satul Dărmănești în 1908 se înființează școala cu clase primare, iar începând cu anul 1925-1926 se generalizează ciclul gimnazial care funcționează până în anul 1963, când se transformă în Școala cu clasele I-VIII. Cursurile s-au desfășurat în două corpuri de clădire până în anul școlar 1980-1981, când s-a dat în folosință noul local. Acesta asigură condiții bune pentru desfășurarea unui învățământ de calitate. În satul Dănila se construiește în 1910 localul de școală care asigură și astăzi condițiile pentru desfășurarea activităților didactice. Școala are întocmit studiul de fezabilitate și se impune cuprinderea acesteia într-un program de reabilitare. Populația școlară a acrescut continuu până în anii 1990, după care a început să scadă. În anul școlar 2008-2009 învățământul în comună se desfășoară în 3 școli cu clasele I-IV, 3 școli cu clasele I-VIII și Scoala de Arte și Meserii Măriței care este unitate cu personalitate juridică. Realitatea anului școlar 2008-2009, demonstrează: - spațiile școlare sunt bine întreținute, iar unele dintre ele au fost modernizate; - avem condiții care asigură confortul în desfășurarea activităților didactice; - mijloacele de învățământ permit desfășurarea în bune condiții a lecțiilor; - fondurile alocate școlilor permit funcționarea lor în condiții normale; - cele 55 de cadre didactice, sunt calificate și manifestă preocupări multiple pentru perfecționare; - elevii sunt încurajați în îndeplinirea sarcinilor școlare( promovabilitate peste 97%) - comunitatea locală este o prezență pozitivă în viața școlii. Privind spre viitor școala ca instituție, educația ca formare, o investiție ce condiționează modernizarea comunei, a județului, a țării. Această idee conduce la acțiune, viziuni și soluții noi cum ar fi: - a învăța să înveți; - managementul ca facilitate a învățării; - diagnoză profesională și consiliere; - viziune multiculturală, integratoare a școlii; - utilizarea cât mai completă a tehnologiei educaționale; - marketingul educațional și marketingul serviciilor; - relații de colaborare între furnizorii de educație; - încurajarea învățării la orice vârstă; - calitatea ca valoare principală a procesului didactic.

## Personalități locale
De-a lungul timpului din localitatea Dărmănești s-au evidențiat oameni de cultură și personalități în diferite domenii.
- Un țăran în Parlamentul de la Viena. Comisia circumscripției electorale Suceava raportează: „ Alegerile pentru Parlamentul de la Viena s-au ținut în Suceava, la 14 iunie 1848 și electorii l-au ales pe Ioan Dolenciuc, țăran din Dărmănești”. Împreună cu ceilalți deputați bucovineni a avut intervenții și a făcut propuneri de amendamente privind eliberarea țăranilor, traducerea actelor și legilor în limba română, folosirea gratuită a izvoarelor sărate pentru nevoile țăranilor.
- Racocea Iurii (14 mar 1908 – 7 mar 1991) - profesor, poet de limba ucraineană
- Bereznițchi Ilarion (14 sep 1919 - 6 apr 1989) - profesor, publicist, traducător
- Chelariu Traian (21 iul 1906 - 04 nov 1966) - poet, prozator, filozof, critic litarar, dramaturg
- Chacovei Emilian (n. 31 iul 1928) - doctor economist, profesor universitar (ASE București), membru fondator al Cercului Româno – Francez
- Icaciuc Ștefan (n. 13 ian 1936) - poet , prozator de limbă ucraniană
- Robciuc Ioan (n. 1936) - doctor în filologie , cercetător la Institutul de lingvistică București
- Rebușapcă Ioan (n. 29 mai 1935) -folclorist, doctor în filologie. Lector la Facultatea dee limbi slave
- Lucan Gică (8 dec 1935 - 25 dec 2001) -profesor prozator;
- Irod Corneliu (n. 24 aug 1937) - preot, poet, prozator - protopop de Oltenița
- Nicolaiciuc Vichentie - profesor, publicist, deputat în Parlamentul României 1996-2000
- Caleniuc Gheorghe - profesor geografie - Australia
- Cozariuc Victor - profesor, Președinte al Societății culturale „ Traian Chelariu”
- Curaliuc Nicolai (n. 10 sep 1947) - publicist , colaborator al mai multor ziare și reviste, precum și al emisiunilor și concursurilor de cultură generală lansate de TVR , de Radiodifuziunea Română , Radio Iași - inițiatorul festivalului „ Conviețuiri” - confondator al Societății culturale „Traian Chelariu”
- Rebusapca Dimitrie (n.12 martie 1930 - 20 iulie 2005) - Doctor in economie, Profesor universitar - Institutul Politehnic Bucuresti.
- Rebosapca Teofil (n. 16 octombrie 1937 - 22 mai 2002) - scriitor, pictor, Lector universitar filosofie si sociologie.

## Alte persoane importante
- Muzică
  - Ruscior Cristian -profesor la Liceul de Artă Suceava
  - Andrei Tudor, crescut la bunici în satul Măriței, în prezent studiază vioara la Londra, un nume de rezonanță pentru România.
- Corina Ivasiuc –medic in Iași Romică Lerca - manager industria ușoară in SUA
- Robciuc Gheorghe- profesor , publicist și pictor
- Sorohan Vasile – inspector școlar Iași
- Breniuc Liviu – profesor universitar Iași
- Bucinschi Vasile – profesor la Academia Militară, București
- Anca(Perhinschi)Azoitei-Dr.rer.nat.University Ulm,Germania

## Descrierea stemei
Stema comunei Dărmănești se compune dintr-un scut, pe fond roșu, cu o bandă albastră încărcată cu trei spice cu frunze, însoțită în partea de sus de o roză, toate de aur. Scutul este timbrat cu o coroană murală cu un turn de argint.
Semnificațiile elementelor însumate:
Propunerea de stemă a comunei Dărmănești asigură concordanța elementelor acesteia cu specificul economic, social, cultural și tradiția istorică ale comunei, respectând tradiția heraldică a acestei zone și legile științei heraldicii.
Coroana murală cu un turn de argint semnifică faptul că așezarea este comună.

## Obiective turistice
- Biserica de lemn din Dărmănești - monument istoric construit la sfârșitul secolului al XVIII-lea; se află în vecinătatea cimitirului satului
- Biserica de lemn din Călinești-Enache - construită în anul 1794
- Biserica de lemn din Măriței - construită în perioada 1897-1900
- Biserica de lemn din Dănila - construită în anul 1786
- Gara Dărmănești (anterior Hatna) - construită la sfârșitul secolului al XIX-lea

## Recensământul din 1930
Componența etnică a comunei Dărmănești
     Români (91%)
     Germani (1,5%)
     Ruteni (2,8%)
     Ruși (0,95%)
     Polonezi (0,6%)
     Evrei (3,15%)
Componența confesională a comunei Dărmănești
     Ortodocși (93,85%)
     Evanghelici\Luterani (0,9%)
     Romano-catolici (1,45%)
     Mozaici (3,4%)
     Altă religie (0,4%)
Conform recensământului efectuat în 1930, populația comunei Dărmănești se ridica la 2770 locuitori. Majoritatea locuitorilor erau români (91,0%), cu o minoritate de germani (1,5%), una de ruși (0,95%), una de ruteni (2,8%), una de polonezi (0,6%) și una de evrei (3,15%). Din punct de vedere confesional, majoritatea locuitorilor erau ortodocși (93,85%), dar existau și minorități de evanghelici\luterani (0,9%), romano-catolici (1,45%), mozaici (3,4%). Alte persoane au declarat: greco-catolici (6 persoane), adventiști (9 persoane).